# レーピン (小惑星)
レーピン (2468 Repin) は小惑星帯にある小惑星。リュドミーラ・チェルヌイフがクリミア天体物理天文台で発見した。
ロシアの画家、イリヤ・レーピンに因んで名付けられた。